# Little Dragon (album)
Little Dragon è il primo ed eponimo album in studio del gruppo musicale di musica elettronica svedese Little Dragon, pubblicato nel 2007.

## Tracce
1. Twice – 3:06
2. Turn Left – 4:05
3. No Love – 4:26
4. Recommendation – 3:52
5. Constant Surprises – 4:33
6. Forever – 4:31
7. After the Rain – 4:04
8. Place to Belong – 3:11
9. Stormy Weather – 4:27
10. Test – 4:28
11. Wink – 3:43
12. Scribbled Paper – 6:07

## Formazione
- Yukimi Nagano – voce, tastiere, percussioni
- Erik Bodin – batteria, tastiere, voce
- Fredrik Källgren Wallin – basso, tastiere, percussioni
- Håkan Wirenstrand – batteria, tastiere, voce